# Orid
Orid (cyr. Орид) – wieś w Serbii, w okręgu maczwańskim, w mieście Šabac. W 2011 roku liczyła 12 mieszkańców.